# Кубок Альп 1979
Кубок Альп 1979 — 19-й розыгрыш Кубка Альп. В нём принимали участие восемь команд из Франции и Швейцарии.
Победу в соревновании одержал французский клуб «Монако», который в финале обыграл «Мец» со счётом 3:1.

## Групповой этап

### Группа A
| М | Команда  | И | В | Н | П | МЗ | МП | РМ  | О |
| - | -------- | - | - | - | - | -- | -- | --- | - |
| 1 | Мец      | 4 | 3 | 0 | 1 | 13 | 4  | +9  | 7 |
| 2 | Бордо    | 4 | 2 | 0 | 2 | 10 | 5  | +5  | 6 |
| 3 | Янг Бойз | 4 | 3 | 0 | 1 | 7  | 4  | +3  | 6 |
| 4 | Лозанна  | 4 | 0 | 0 | 4 | 2  | 19 | −17 | 0 |

Команды получали по одному дополнительному очку за победу с разницей в 3 и более мячей.
| 7 июля 1979 1 тур | Янг Бойз        | 2:1     | Бордо               | Берн                                               |
| 20:00 CET | Кюттель 30′ 86′ | (отчёт) | Вукотич 78′ · Солер | Стадион: Нойфельд Зрителей: 2000 Судья: Робер Вюрц |
| Янг Бойз: Беат Зигенталер, Йёрг Шмидлин, Альфред Люти, Мартин Вебер, Хансйёрг Люди, Рольф Цанд, Бернар Бродар, Курт Мюллер, Шарль Цвигарт, Йозеф Кюттель, Рене Эрлахнер Бордо: Кристиан Делаше, Омар Санун, Гернот Рор, Жан-Луи Лаланн (27' Филипп Редон), Жан-Франсуа Домерг, Жан-Кристоф Тувенель, Жорж Ван Стрален, Момчило Вукотич, Ален Жиресс, Альбер Жеммрик, Жерар Солер |                 |         |                     |                                                    |

| 7 июля 1979 1 тур | Лозанна                 | 2:4     | Мец                                  | Лозанна                                                         |
| 20:30 CET | Шарво 32′ · Лометти 45′ | (отчёт) | Кок 34′ · Зарамба 42′ 51′ · Здун 71′ | Стадион: Олимпик де ла Понтез Зрителей: 1200 Судья: Жорж Конрат |
| Лозанна: Эрих Бургенер, Клод Риф, Эрик Шарво, Робер Ле-Равелло, Жан Леве (57' Вальтер Гретлер), Жан-Мишель Гийом, Даниель Лометти, Марсель Парьетти, Беат Борри, Жорж Дизеран, Жильбер Лобзигер (63' Жером Паншар) Мец: Андре Ре, Патрик Баттистон, Камиль Зали (51' Даниель Женни), Филипп Мают, Франсуа Здун, Венсан Брасильяно, Хенрик Касперчак, Кристиан Синагель (63' Вайс), Шейк Диалло, Брюно Зарамба, Роберт Кок |                         |         |                                      |                                                                 |

| 14 июля 1979 2 тур | Янг Бойз                                   | 2:0     | Мец | Берн                                                 |
| 20:00 CET | Эрлахнер 39′ · Цвигарт 78′ (пен.) · Хуснер | (отчёт) |     | Стадион: Нойфельд Зрителей: 3000 Судья: Ашиль Вербек |
| Янг Бойз: Петер Вальдер, Йёрг Шмидлин, Якоб Брехбюль, Курт Фойц, Хансйёрг Люди, Рольф Цанд, Шарль Цвигарт, Альфред Хуснер, Курт Мюллер, Рене Эрлахнер, Роланд Шёненбергер Мец: Андре Ре, Патрик Баттистон, Даниель Женни, Филипп Мают, Франсуа Здун, Венсан Брасильяно, Хенрик Касперчак (65' Вайс), Кристиан Синагель, Майер, Брюно Зарамба, Жан-Луи Риве |                                            |         |     |                                                      |

| 14 июля 1979 2 тур | Лозанна | 0:4     | Бордо                           | Лозанна                                                          |
| 20:30 CET |         | (отчёт) | Жеммрик 22′ 50′ 81′ · Солер 89′ | Стадион: Олимпик де ла Понтез Зрителей: 1800 Судья: Рене Вильяни |
| Лозанна: Эрих Бургенер, Марсель Парьетти, Эрик Шарво (67' Жан Леве), Дюкре, Клод Риф, Жан-Мишель Гийом, Даниель Лометти, Жерар Кастелла, Беат Борри, Жорж Дизеран, Жером Паншар Бордо: Кристиан Делаше, Омар Санун, Гернот Рор, Жан-Кристоф Тувенель, Жан-Франсуа Домерг, Жорж Ван Стрален (46' Мишель Ле Блайо), Ален Жиресс, Оливейра, Филипп Редон, Жерар Солер, Альбер Жеммрик |         |         |                                 |                                                                  |

| 17 июля 1979 3 тур | Бордо                       | 2:3     | Янг Бойз                        | Бордо                                                       |
| | Редон 15′ 88′ · Жеммрик 36' | (отчёт) | Шёненбергер 8′ 73′ · Мюллер 81′ | Стадион: Парк Лекюр Зрителей: 5000 Судья: Рудольф Аффольтер |
| Бордо: Кристиан Делаше, Гернот Рор, Жан-Кристоф Тувенель, Омар Санун, Франсис Меньё, Жан-Франсуа Домерг, Ален Жиресс, Жорж Ван Стрален (58' Патрик Шансольм, 73' Мишель Ле Блайо), Филипп Редон, Жерар Солер, Альбер Жеммрик Янг Бойз: Вальтер Айхенбергер, Якоб Брехбюль, Йёрг Шмидлин, Мартин Вебер, Хансйёрг Люди, Альфред Хуснер, Жан-Мари Конц, Шарль Цвигарт, Роланд Шёненбергер, Курт Мюллер, Томас Цвален |                             |         |                                 |                                                             |

| 17 июля 1979 3 тур | Мец                                                                       | 8:0     | Лозанна | Мец                                                         |
| | Формика 3′ 19′ 71′ · Риве 39′ · Зарамба 42′ · Синагель 50′ 77′ · Здун 63′ | (отчёт) |         | Стадион: Сен-Симфорьен Зрителей: 2000 Судья: Альфред Хайнис |
| Мец: Андре Ре, Даниель Женни, Франсуа Здун, Филипп Мают, Патрик Баттистон (46' Патрис Луазо), Венсан Брасильяно, Патрик Формика, Хенрик Касперчак, Брюно Зарамба (71' Камиль Зали), Кристиан Синагель, Жан-Луи Риве Лозанна: Эрих Бургенер, Клод Риф, Робер Ле-Равелло (63' Жан Леве), Дюкре (46' Штефан Хайнигер), Эрик Шарво, Марсель Парьетти, Жан-Мишель Гийом, Жерар Кастелла, Жорж Дизеран, Беат Борри, Жером Паншар |                                                                           |         |         |                                                             |

| 21 июля 1979 4 тур | Бордо                                    | 3:0     | Лозанна | Бордо                                                  |
| | Домерг 8′ (пен.) 39′ (пен.) · Лакомб 46′ | (отчёт) |         | Стадион: Стад Гален Зрителей: 4000 Судья: Бруно Галлер |
| Бордо: Кристиан Делаше, Жан-Кристоф Тувенель (68' Гернот Рор), Жан-Франсуа Домерг, Франсис Меньё, Омар Санун, Филипп Редон, Ален Жиресс, Жорж Ван Стрален, Жерар Солер, Бернар Лакомб, Бернар Блакар (87' Мишель Ле Блайо) Лозанна: Эрих Бургенер, Клод Риф (70' Эрик Шарво), Жером Паншар, Робер Ле-Равелло, Марсель Парьетти, Штефан Хайнигер, Стефан Крешенци, Жерар Кастелла, Марсель Корньоле (81' Дюкре), Беат Борри, Жорж Дизеран |                                          |         |         |                                                        |

| 21 июля 1979 4 тур | Мец                 | 1:0     | Янг Бойз | Мец                                                       |
| | Мают 40' · Здун 50′ | (отчёт) |          | Стадион: Сен-Симфорьен Зрителей: 3700 Судья: Отмар Винтер |
| Мец: Андре Ре, Анхель Баргас, Даниель Женни, Филипп Мают, Франсуа Здун, Венсан Брасильяно, Хенрик Касперчак, Кристиан Синагель, Патрик Формика (79' Жан-Луи Риве), Брюно Зарамба, Шейк Диалло Янг Бойз: Вальтер Айхенбергер (61' Петер Вальдер), Йёрг Шмидлин, Якоб Брехбюль, Мартин Вебер, Хансйёрг Люди, Альфред Хуснер, Рольф Цанд, Жан-Мари Конц, Курт Мюллер, Томас Цвален, Роланд Шёненбергер |                     |         |          |                                                           |

### Группа B
| М | Команда      | И | В | Н | П | МЗ | МП | РМ | О |
| - | ------------ | - | - | - | - | -- | -- | -- | - |
| 1 | Монако       | 4 | 2 | 2 | 0 | 10 | 3  | +7 | 8 |
| 2 | Олимпик Лион | 4 | 3 | 0 | 1 | 8  | 6  | +2 | 6 |
| 3 | Серветт      | 4 | 1 | 1 | 2 | 7  | 10 | −3 | 3 |
| 4 | Ксамакс      | 4 | 0 | 1 | 3 | 2  | 8  | −6 | 1 |

Команды получали по одному дополнительному очку за победу с разницей в 3 и более мячей.
| 7 июля 1979 1 тур | Олимпик Лион                   | 2:1        | Серветт   | Лион                                              |
| 17:30 CET | Тринкеро 50′ (авт.) · Пайо 58′ | (протокол) | Андре 12′ | Стадион: Жерлан Зрителей: 1500 Судья: Якоб Бауман |
| Олимпик Лион: Ив Шово, Жоэль Мюллер, Ален Ольо, Серж Амуре, Райко Алексич (46' Патрик Пайо), Серж Кьеза (46' Жан-Марк Мартинес), Жан Тигана, Ги Жене, Карим Марок, Жан-Марк Валадье, Даниель Любен Серветт: Жан-Клод Милани, Серж Тринкеро, Жан-Ив Валентини, Джанфранко Серамонди, Гранвуане (67' Серафини), Жан-Поль Фернандес (46' Жан-Доминик Фернандес), Ги Дютуа, Клод Андре, Клод Сарразен, Кристиан Матте, Юссеф Ради |                                |            |           |                                                   |

| 7 июля 1979 1 тур | Ксамакс | 0:3     | Монако                                          | Невшатель                                                  |
| 18:00 CET |         | (отчёт) | Виталис 53′ · Оннис 57′ · Муазан 81' · Эмон 87′ | Стадион: Стад де Серьер Зрителей: 1500 Судья: Ален Дельмер |
| Ксамакс: Жак Вютрих, Андре Мундвилер, Петер Кюффер, Рольф Остервальдер, Джованни Негро, Кристоф Сонье, Кристиан Гросс, Филипп Перре (61' Квирино Негро), Жозе-Мишель Хофер, Роберт Люти (84' Бернар Фарке), Кристиан Флёри Монако: Жан-Люк Эттори, Роллан Курбис, Марк Кюлетто (46' Андре Барраль), Тьерри Нино, Альфред Виталис, Ален Муазан, Рауль Ногес, Дидье Кристоф, Кристиан Дальже, Делио Оннис (73' Роже Рикор), Альбер Эмон |         |         |                                                 |                                                            |

| 14 июля 1979 2 тур | Ксамакс | 0:2     | Олимпик Лион             | Невшатель                                                  |
| 18:00 CET |         | (отчёт) | Тигана 13′ · Валадье 69′ | Стадион: Стад де Серьер Зрителей: 1200 Судья: Марсель Баку |
| Ксамакс: Ханс Штеммер, Андре Мундвилер, Петер Кюффер, Рольф Остервальдер, Райнер Хаслер, Кристиан Гросс, Жан-Марк Гийю, Люсьен Фавр, Марк Дювийяр, Кристоф Сонье, Сильвано Бьянки Олимпик Лион: Ив Шово, Кристоф Дебуйон, Ален Ольо, Серж Амуре, Патрик Пайо, Ги Жене (67' Жан-Марк Мартинес), Жан Тигана, Серж Кьеза, Жан-Марк Валадье, Миодраг Живалевич (62' Франсуа Бандера), Даниель Любен |         |         |                          |                                                            |

| 14 июля 1979 2 тур | Монако                                     | 5:1        | Серветт     | Фонвьей                                              |
| 20:30 CET | Оннис 31′ 43′ · Ногес 45′ 53′ · Дальже 83′ | (протокол) | Хамберг 87′ | Стадион: Луи II Зрителей: 1383 Судья: Жан-Мари Машре |
| Монако: Рауль Ногес, Кристиан Дальже, Делио Оннис... Серветт: Жан-Клод Милани, Жильбер Гюйо, Мартен, Серж Тринкеро (55' Жеральд Кута), Лучо Биццини, Ги Дютуа, Марк Шнидер, Умберто Барберис, Франко Кучинотта, Пит Хамберг, Клод Сарразен (46' Кристиан Матте) |                                            |            |             |                                                      |

| 17 июля 1979 3 тур | Олимпик Лион             | 2:1     | Ксамакс   | Лион                                             |
| | Мартинес 82′ · Кьеза 84′ | (отчёт) | Сонье 25′ | Стадион: Жерлан Зрителей: 1005 Судья: Отто Ислер |
| Олимпик Лион: Ив Шово, Кристоф Дебуйон, Ален Ольо, Серж Амуре, Патрик Пайо, Ги Жене, Жан-Марк Мартинес, Серж Кьеза, Жан Тигана, Миодраг Живалевич, Жан-Марк Валадье (46' Даниель Любен) Ксамакс: Ханс Штеммер, Андре Мундвилер (46' Райнер Хаслер), Петер Кюффер, Рольф Остервальдер, Сильвано Бьянки, Кристиан Гросс, Жан-Марк Гийю, Люсьен Фавр (46' Бернар Фарке), Жозе-Мишель Хофер, Кристоф Сонье, Марк Дювийяр |                          |         |           |                                                  |

| 17 июля 1979 3 тур | Серветт                  | 1:1     | Монако                                   | Женева                                                     |
| 20:30 CET | Кучинотта 72' · Кута 76′ | (отчёт) | Эмон 6' · Оннис 26′ (пен.) · Кристоф 67' | Стадион: Стад-де-Шармиль Зрителей: 4250 Судья: Жорж Конрат |
| Серветт: Карл Энгель, Жильбер Гюйо, Жан-Ив Валентини, Серж Тринкеро, Лучо Биццини, Умберто Барберис, Жеральд Кута, Марк Шнидер, Ги Дютуа, Кристиан Матте, Франко Кучинотта Монако: Жан-Люк Эттори, Тьерри Нино, Марк Кюлетто, Бернар Гардон, Альфред Виталис, Ален Муазан, Дидье Кристоф, Рауль Ногес, Кристиан Дальже, Делио Оннис (60' Доминик Бижота), Альбер Эмон |                          |         |                                          |                                                            |

| 21 июля 1979 4 тур | Монако           | 1:1     | Ксамакс           | Фонвьей                                          |
| | Оннис 18′ (пен.) | (отчёт) | Кюффер 30′ (пен.) | Стадион: Луи II Зрителей: 1511 Судья: Вернер Бёш |
| Монако: Жан-Люк Эттори, Альфред Виталис, Бернар Гардон, Роллан Курбис, Роже Милла, Ален Муазан, Жан Пети (4' Рауль Ногес), Марк Кюлетто, Кристиан Дальже, Делио Оннис, Альбер Эмон (64' Жан-Пьер Шоссен) Ксамакс: Ханс Штеммер, Андре Мундвилер, Петер Кюффер, Рольф Остервальдер, Сильвано Бьянки, Кристиан Гросс, Жан-Марк Гийю, Франсис Сампедро (46' Кристоф Сонье), Марк Дювийяр, Жозе-Мишель Хофер (72' Бернар Фарке), Кристиан Флёри |                  |         |                   |                                                  |

| 21 июля 1979 4 тур | Серветт                                    | 4:2     | Олимпик Лион              | Женева                                                      |
| 20:30 CET | Кучинотта 16′ 33′ 40′ · Хамберг 65′ (пен.) | (отчёт) | Живалевич 12′ · Кьеза 27′ | Стадион: Стад-де-Шармиль Зрителей: 3000 Судья: Мишель Вотро |
| Серветт: Карл Энгель, Жан-Ив Валентини, Серж Тринкеро, Жильбер Гюйо (53' Жеральд Кута), Лучо Биццини, Марк Шнидер, Умберто Барберис, Клод Андре, Клод Сарразен, Пит Хамберг, Франко Кучинотта Олимпик Лион: Ив Шово, Ален Ольо, Жоэль Мюллер, Серж Амуре, Патрик Пайо, Жан Тигана (42' Ги Жене), Жан-Марк Мартинес, Серж Кьеза, Жан-Марк Валадье, Миодраг Живалевич, Даниель Любен (70' Кристоф Дебуйон) |                                            |         |                           |                                                             |

## Финал
| Команда 1 | Счёт | Команда 2 |
| --------- | ---- | --------- |
| Мец       | 1:3  | Монако    |

| Мец           | 1:3     | Монако                              |
| ------------- | ------- | ----------------------------------- |
| Касперчак 31′ | (отчёт) | Курьоль 68′ · Рикор 83′ · Милла 88′ |

|                 |   |                   |  |
|                 |   |                   |  |
| Вр              | 1 | Андре Ре          |  |
| Защ             | ? | Даниель Женни     |  |
| Защ             | ? | Патрис Луазо      |  |
| Защ             | ? | Патрик Баттистон  |  |
| Защ             | ? | Франсуа Здун      |  |
| ПЗ              | ? | Венсан Брасильяно |  |
| ПЗ              | ? | Хенрик Касперчак  |  |
| ПЗ              | ? | Фати Шебаль       |  |
| Нап             | ? | Жан-Луи Риве      |  |
| Нап             | ? | Патрик Формика    |  |
| Нап             | ? | Шейк Диалло       |  |
| Главный тренер: |   |                   |  |
| Марк Растоль    |   |                   |  |

|                 |   |                |  |     |
|                 |   |                |  |     |
| Вр              | 1 | Жан-Люк Эттори |  |     |
| Защ             | ? | Клод Пюэль     |  |     |
| Защ             | ? | Бернар Гардон  |  |     |
| Защ             | ? | Тьерри Нино    |  |     |
| Защ             | ? | Андре Барраль  |  |     |
| ПЗ              | ? | Ален Муазан    |  | 46' |
| ПЗ              | ? | Доминик Бижота |  |     |
| ПЗ              | ? | Ален Курьоль   |  |     |
| Нап             | ? | Альбер Эмон    |  |     |
| Нап             | ? | Роже Милла     |  |     |
| Нап             | ? | Роже Рикор     |  |     |
| Запасные:       |   |                |  |     |
| ПЗ              | ? | Дидье Кристоф  |  | 46' |
| Главный тренер: |   |                |  |     |
| Жерар Банид     |   |                |  |     |

## Лучшие бомбардиры
| № | Игрок            | Команда | Голы |
| - | ---------------- | ------- | ---- |
| 1 | Делио Оннис      | Монако  | 5    |
| 2 | Альбер Жеммрик   | Бордо   | 3    |
| = | Брюно Зарамба    | Мец     | 3    |
| = | Франсуа Здун     | Мец     | 3    |
| = | Франко Кучинотта | Серветт | 3    |
| = | Патрик Формика   | Мец     | 3    |